# Лісова діаграма

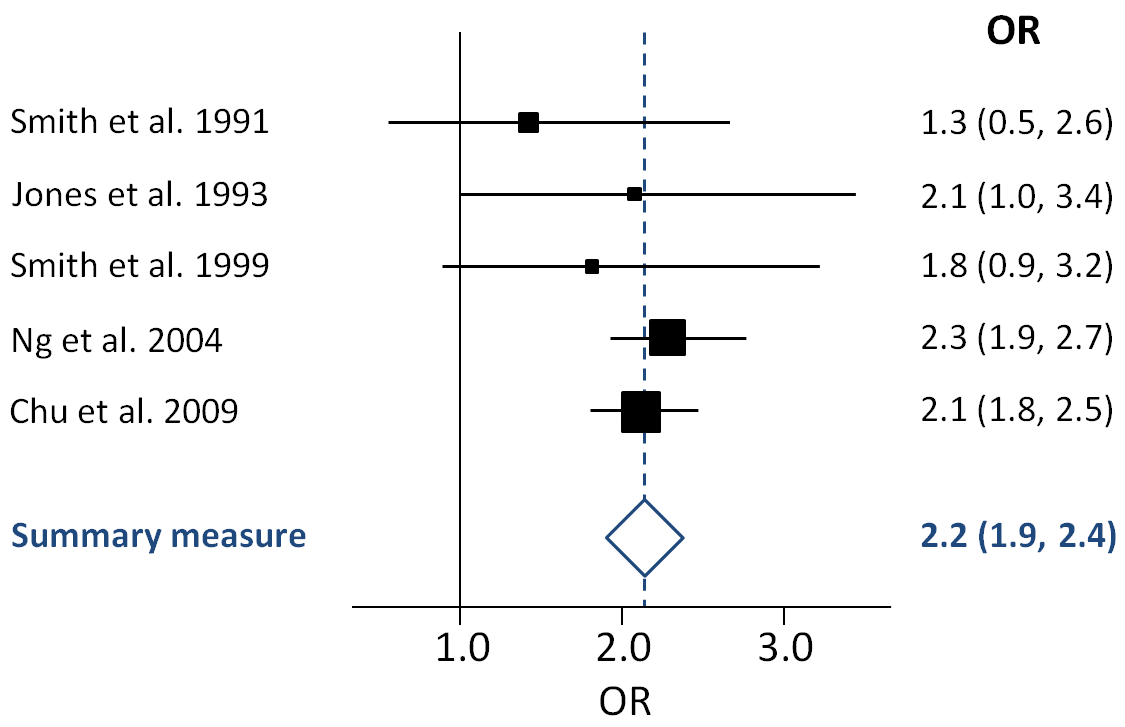
Приклад лісової діаграми із п'яти відношень шансів (квадрати, пропорційні своїй значущості у мета-аналізі), із сумарною мірою (центральної лінії діаманту) та пов'язаних з ними довірчих інтервалів (бічні вершини діаманту), а також суцільною вертикальною лінією без впливу. Імена (вигаданих) об'єктів досліджень показані на лівій стороні, а відношення шансів та довірчі інтервали- справа.

Лісова діаграма (також відома як форест-діаграма) — графічне зображення приблизних результатів ряду наукових досліджень, присвячених одному питанню, разом із загальними результатами. 
Вона була створена для використання в медичних дослідженнях як засіб графічного представлення мета-аналізу результатів випадкових контрольованих досліджень. За останні двадцять років подібні мета-аналітичні методи були застосовані в неекспериментальних дослідженнях (наприклад, екологічна епідеміологія) і лісові діаграми часто застосовуються при зображені результатів і таких досліджень.
Хоча лісові діаграми можуть приймати різні форми, вони зазвичай представляють собою дві колонки. У лівій колонці перераховані назви досліджень (часто випадкових контрольованих досліджень або епідеміологічних досліджень), зазвичай в хронологічному порядку зверху вниз. Права колонка являє собою графік ступеня впливу (наприклад, відношення шансів) для кожного з цих досліджень (часто зображені квадратами), що включають довірчі інтервали, представлені горизонтальними лініями. Граф може бути зображений на природному логарифмічному масштабі, використовуючи відношення шансів, або інші ступені впливу на базі відношень, так, щоб довірчі інтервали були симетричними відносно даних кожного дослідження, та упевнитися в тому, що відношення шансів більше, ніж 1 не будуть надто підкреслюватися порівняно з тими, відношення яких менші за 1, Площа кожного квадрата пропорційна значущості дослідження у мета-аналізі. Загальний ступінь впливу, за результатами мета-аналізу, найчастіше зображений на діаграмі у вигляді вертикальної пунктирної лінії. Ступінь впливу за результатами мета-аналізу зазвичай зображується як діамант, бокові вершини котрого вказують на довірчі інтервали для цієї оцінки.
Вертикальна лінія, що не представляє жодного впливу також зображується графічно. Якщо довірчі інтервали для окремих досліджень перетинаються із цією лінією, це означає, що на даному довірчому рівні розмірі їх впливу дорівнюють відсутності впливу для окремого дослідження. Те ж саме стосується і ступені впливу, знайденої в результаті мета-аналізу: якщо точки діаманту перекривають лінію без впливу, тоді не можна казати, що загальний результат мета-аналізу відрізняється від відсутності впливу на даному довірчому рівні.
Лісові діаграми вперше виникли ще в 1970-х роках. Один графік показаний в книжці про мета-аналізи, датованій 1985 роком. Перша згадка про «лісову діаграму» у засобах масової інформації може бути досить просторовим на плакаті на зустрічі Товариства для проведення клінічних випробувань, що пройшла в Піттсбурзі (США)в травні 1996 року. Цікаве дослідження про походження поняття «лісової діаграми» було опубліковано в 2001 році. Назва посилається до лісу ліній виробництва. У вересні 1990 року Річард Пето пожартував, нібито діаграма отримала свою назву на честь дослідника раку молочної залози Пета Форреста і в результаті назва графіку іноді пишеться неправильно.
| Статистика | Це незавершена стаття зі статистики. Ви можете допомогти проєкту, виправивши або дописавши її. |